# Mapa de destino celular

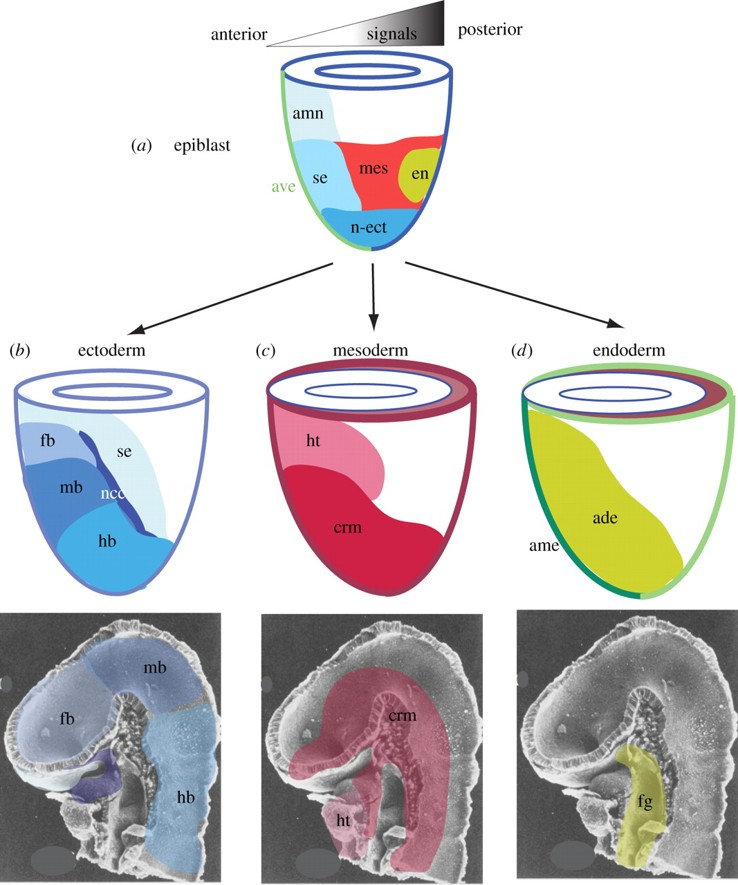
Exemplo de mapa de destino celular de Rato.

Mapas de destino celular, ou somente mapas de destino, são estudos de biologia do desenvolvimento que mostram de forma gráfica o destino das células de um embrião e suas respectivas linhagens ao longo do desenvolvimento. Estes mapas retratam a posição de células (ou grupos de células) desde estágios iniciais de um embrião, acompanhando suas subsequentes divisões e migrações até chegar a seu destino final no adulto. A confecção de mapas de destino celular se dá através do acompanhamento de uma célula, ou de um conjunto de células, ao longo do desenvolvimento de um embrião.

## Métodos

### Observação direta
Alguns embriões apresentam células grandes e com pigmentação diferente. Nestes casos, a elaboração dos mapas de destino pode ser feita através do acompanhamento do movimento e da divisão destas células em microscópios. Através desta técnica simples, Edwin Conklin foi capaz de mapear em detalhes os destinos das células de embriões do tunicato Styela partita, que possuem células que naturalmente apresentam uma pigmentação diferenciada. Estes experimentos podiam ser confirmados através da observação do efeito que a remoção de partes do embrião causavam em seu desenvolvimento.

### Marcação com corante vital
Como nem todos os embriões possuem células com pigmentos diferentes que facilitam seu acompanhamento ao longo do desenvolvimento, precisou-se recorrer a outras técnicas para recriar o mapa de destino celular de outros organismos. Técnicas envolvendo corante vital permitem que células sejam coradas, mas continuem vivas, de forma que o embrião continua seu desenvolvimento normalmente ao mesmo tempo em que se possa acompanhar o movimento e divisão de células específicas.
Walter Vogt teve grande importância no desenvolvimento desta técnica. Em 1929 ele desenvolveu um método de corar a superfície de embriões anfíbios com corantes como vermelho neutro e azul de Nilo Sulfato saturados em ágar. Ao pressionar este ágar contra o embrião o corante era passado e o destino das células podia ser acompanhado. Graças a este método foi possível realizar o primeiro mapa de destino detalhado de anfíbios.
Um empecilho que este método traz é que a medida que as células se dividem o corante fica mais diluído, dificultando a detecção das células coradas e por consequência, a elaboração do mapa de destino. Uma solução para isto é utilizar corantes fluorescentes, que sobre certos comprimentos de onda são visíveis mesmo após muitas divisões celulares.

### Embriões quiméricos
Embriões quiméricos são embriões que têm duas ou mais linhagens de células geneticamente distintas. Estes embriões, que podem ser feitos em laboratório através do transplante de algumas células de um embrião para outro, são de grande interesse para a confecção de mapas de destino. A distinguibilidade histológica entre as células dos embriões doadores e hospedeiros permite ao pesquisador acompanhar o destino das células de cada embrião diferente.
A primeira vez que esta técnica foi empregada para confeccionar mapas de destino foi na década de 1920, quando Hilde Mangold e Hans Spemann realizaram transplantes de tecidos de embriões de espécies diferentes de salamandras que possuíam colorações diferentes, possibilitando a distinção de estruturas originárias do tecido do doador e do hospedeiro. Contudo, a técnica tinha limitações. O transplante, na época realizado através de agulhas de vidro, era difícil e como o desenvolvimento após os transplantes não ocorria em ambiente estéril os embriões muitas vezes morriam de infecções.
O melhor exemplo que se tem embriões quiméricos de espécies diferentes é o de embriões quimera galinha-codorna, sistema elaborado por Nicole le Douarin, em 1969. Além destas duas espécies terem desenvolvimento similar, o implante de porções de embrião de codorna na região correspondente em embriões de galinha culmina na integração e desenvolvimento adequado destas partes no embrião. Contudo, a parte mais interessante deste modelo é o fato de que as células destas duas espécies têm propriedades histológicas diferentes, sendo as células de codorna facilmente diferenciáveis por possuírem uma heterocromatina mais condensada na região próxima do nucléolo, o que é fácil de ver com o os devidos corantes.

### Embriões quiméricos de DNA transgênico
Em vez de juntar tecidos embrionários de espécies diferentes, o que costuma não funcionar para muitos animais, é possível usar técnicas de transgenia para criar um embrião com células visualmente diferentes. Estas podem ser implantadas em um embrião selvagem, tornando fácil sua identificação e acompanhamento ao longo do desenvolvimento, possibilitando a criação de mapas celulares. Este método possui a vantagem de ter células permanentemente marcadas e ao mesmo tempo não ter problema de incompatibilidade entre espécies.
Um exemplo do emprego dessa técnica foi o trabalho realizado por Gross e colegas em 2006, utilizando uma técnica de integração mediada por enzima de restrição para integrar GFP ao genoma de embriões Xenopus laevis.  O implante de células destes embriões em embriões selvagens permitiu compreender o desenvolvimento da origem da mandíbula nos adultos destes animais.